# Karl Joachim (Fürstenberg-Stühlingen)

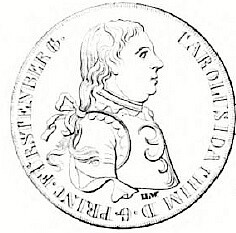
Karl Joachim zu Fürstenberg

Karl Joachim Aloys Franz von Paula zu Fürstenberg-Stühlingen (* 31. März 1771 in Donaueschingen; † 17. Mai 1804 ebenda) war (1796–1804) der achte regierende Fürst zu Fürstenberg aus dem Haus Fürstenberg.

## Leben
Karl Joachim war der jüngste überlebende Sohn des Fürsten Joseph Wenzel zu Fürstenberg und der Maria Josepha von Waldburg-Scheer-Trauchburg (drei jüngere Brüder verstarben jung). 1787 beendete er seine Ausbildung mit einer ausgedehnten Reise durch Belgien, Holland und England, wobei ihn Joseph Kleiser begleitete.
Nachdem sein Bruder Joseph Maria im Jahr 1796 kinderlos verstorben war, wurde Karl Joachim der achte regierende Fürst zu Fürstenberg. Dies geschah zu einem Zeitpunkt, als sein Fürstentum durch die über den Rhein vordringenden französischen Revolutionsarmeen bedroht wurde. Karl Joachim floh zunächst auf sein Schloss Heiligenberg. Den ihm Vertrauten Kleiser ernannte er zum Regierungspräsidenten. Das zunächst erlassene Aufgebot des Landsturms zog er zurück und er opponierte auch gegen einen Beschluss des schwäbischen Reichskreises, der Donaueschingen zum Sammelplatz für die Kreistruppen erklärte. Karl Joachim werden generell Sympathien für die französische Sache zugeschrieben und es wird angenommen, dass er wohl auch dem Rheinbund beigetreten wäre, hätte er bis zu dessen Gründung überlebt.
Gleichwohl litt das Fürstentum unter französischer Besatzung und dem Durchzug französischer – wie österreichischer – Truppen.
Karl Joachim heiratete am 11. Januar 1796 seine Base Karoline Sophie von Fürstenberg-Weitra (* 20. August 1777; † 25. Februar 1846), die Tochter des Landgrafen Joachim von Fürstenberg-Weitra. Die Ehe blieb kinderlos und die Linie Fürstenberg-Stühlingen starb mit Karl Joachim aus – das gesamte Erbe ging an Karl Egon II. von der böhmischen Subsidiallinie über.

## Fürstenbergs Ausgangslage vor der Neuordnung Deutschlands
Europa stand vor der Neuordnung, das Reich vor dem Untergang. Die Nachbarn in Baden und Württemberg hatten sich bemüht funktionsfähige Territorialstaaten zu schaffen und die Wirtschaft zu fördern – insbesondere Karl Friedrich von Baden hatte in einer langen Regierungszeit (seit 1738) die von seinem Großvater Karl III. Wilhelm geschaffene Basis genutzt.
Fürstenberg hatte seit Fürst  Joseph († 1762) keinen tatkräftigen Regenten mehr gehabt und zuvor hatten sich die Fürstenberg im Dienste der Habsburger aufgerieben und im Vergleich zum Haus Baden die eigenen Lande vernachlässigt. – Vor diesem Hintergrund ist es wenig verwunderlich, dass das Fürstentum Fürstenberg nicht zu den Staaten gehörte, die nach der napoleonischen Neuordnung übrig blieben.